# Ejby (Lejre)
Ejby is een plaats in de Deense regio Seeland, gemeente Lejre, en telt 1922 inwoners (2008).